# 全威
全威（1967年12月31日—），笔名阳舟，中国作家、诗人，广东省作家协会会员，世界华文诗人协会会员。出生于湖南省安乡县，1989年毕业于武汉大学。
出版有诗集《晒我的影子》，小说《弥留》、《被雨淋湿的时光》、《逍遥游》等，报告文学《天堂与地狱——中国庄园现象》，主编并参加创作有《五十九岁现象》、《电脑汉字系统总汇》等，有影响的代表作品是长篇小说《天下春秋》。
全码输入法（电脑汉字输入法）的发明人。 